# Гремячий (платформа)
Гремя́чий — остановочный пункт Восточно-Сибирской железной дороги на Транссибирской магистрали (5486 километр).
Расположен в Кабанском районе Республики Бурятия в 3,2 км по автодороге к юго-западу от посёлка Мантуриха, к югу от ручья Гремячего (впадает в Байкал), в 200 м к востоку от берега озера Байкал. В 200 м к востоку от остановочного пункта проходит федеральная автомагистраль «Байкал».

## Пригородные электрички
| № поезда | Маршрут движения   | № поезда | Маршрут движения   |
| -------- | ------------------ | -------- | ------------------ |
| 6631     | Улан-Удэ — Мысовая | 6632     | Мысовая — Улан-Удэ |
| 6637     | Улан-Удэ — Мысовая | 6638     | Мысовая — Улан-Удэ |